# Berg (St. Gallen)
Berg – miejscowość i gmina we wschodniej Szwajcarii, w kantonie St. Gallen, w okręgu Rorschach.  

## Demografia
W Bergu mieszka 905 osób. W 2021 roku 11% populacji gminy stanowiły osoby urodzone poza Szwajcarią. 

## Transport
Przez teren gminy przebiegają autostrada A23 oraz droga główna nr 451.